# Finał Pucharu Europy Mistrzów Klubowych 1986
Mecz finałowy Pucharu Europy Mistrzów Klubowych pomiędzy Steauą Bukareszt a FC Barceloną odbył się 7 maja 1986 na Estadio Ramón Sánchez Pizjuán w Sewilli. Steaua wygrała 2:0 po serii rzutów karnych – fenomenalnie w bramce Rumunów spisał się Helmuth Duckadam broniąc wszystkie strzały, co do dziś jest rekordem w europejskich rozgrywkach. 
Steaua Bukareszt zdobyła Puchar Europy Mistrzów Klubowych po raz pierwszy i jedyny w swojej historii.

## Droga obydwu drużyn do finału
| Steaua Bukareszt   | Steaua Bukareszt | Steaua Bukareszt | Steaua Bukareszt | Runda       | FC Barcelona  | FC Barcelona   | FC Barcelona | FC Barcelona |
| ------------------ | ---------------- | ---------------- | ---------------- | ----------- | ------------- | -------------- | ------------ | ------------ |
| Rywal              | Wynik dwumeczu   | 1 mecz           | 2 mecz           | –           | Rywal         | Wynik dwumeczu | 1 mecz       | 2 mecz       |
| Vejle BK           | 5–2              | 1–1 (W)          | 4–1 (D)          | 1/16 finału | Sparta Praga  | 2–2 (agr)      | 2–1 (W)      | 0–1 (D)      |
| Budapest Honvéd FC | 4–2              | 0–1 (W)          | 4–1 (D)          | 1/8 finału  | FC Porto      | 3–3 (agr)      | 2–0 (D)      | 1–3 (W)      |
| FC Kuusysi         | 1–0              | 0–0 (D)          | 1–0 (W)          | 1/4 finału  | Juventus F.C. | 2–1            | 1–0 (D)      | 1–1 (W)      |
| RSC Anderlecht     | 3–1              | 0–1 (W)          | 3–0 (D)          | 1/2 finału  | IFK Göteborg  | 3–3 (5–4 srk)  | 0–3 (W)      | 3–0 (D)      |

## Raport i składy
| 7 maja 1986 20:15 CEST              | Steaua Bukareszt | 0:0 po dogrywce k. 2:0Raport                      | FC Barcelona | Estadio Ramón Sánchez Pizjuán, Sewilla Widzów: 70 000 Sędzia: Michel Vautrot (Francja) |
|                                     |                  |                                                   |              |                                                                                        |
|                                     |                  | Rzuty karne                                       |              |                                                                                        |
| Majearu · Bölöni · Lăcătuș · Balint |                  | Alexanko · Pedraza · Pichi Alonso · Marcos Alonso |              |                                                                                        |

| Steaua | Barcelona |

| BR           | 1  | Helmuth Duckadam   |      |
| RB           | 2  | Ștefan Iovan (K)   |      |
| LB           | 3  | Ilie Bărbulescu    | 107' |
| CB           | 4  | Adrian Bumbescu    | 21'  |
| CM           | 5  | Lucian Bălan       | 72'  |
| SW           | 6  | Miodrag Belodedici |      |
| CF           | 7  | Marius Lăcătuș     | 26'  |
| RM           | 8  | Mihail Majearu     |      |
| CF           | 9  | Victor Pițurcă     | 111' |
| LM           | 10 | Gavril Balint      |      |
| CM           | 11 | Ladislau Bölöni    | 31'  |
| Zmiany:      |    |                    |      |
| MF           | 13 | Anghel Iordănescu  | 72'  |
| FW           | 16 | Marin Radu         | 111' |
| Trener:      |    |                    |      |
| Emeric Jenei |    |                    |      |

| BR             | 1  | Urruti                  |      |
| RB             | 2  | Gerardo                 |      |
| CB             | 3  | Migueli                 |      |
| LB             | 4  | Julio Alberto Moreno    | 23'  |
| CM             | 5  | Víctor Muñoz            |      |
| CB             | 6  | José Ramón Alexanko (K) |      |
| CF             | 7  | Francisco José Carrasco | 21'  |
| CM             | 8  | Bernd Schuster          | 85'  |
| LM             | 9  | Ángel Pedraza           |      |
| CF             | 10 | Steve Archibald         | 100' |
| RM             | 11 | Marcos Alonso           |      |
| Zmiany:        |    |                         |      |
| MF             | 14 | Josep Moratalla         | 85'  |
| FW             | 16 | Pichi Alonso            | 100' |
| Trener:        |    |                         |      |
| Terry Venables |    |                         |      |